# Margarida Elias i Casals
Margarida Elias i Casals, també coneguda com a Margarita Casals-Mantovani (Sant Julià de Cerdanyola, Berguedà, agost de 1923 - Milà, Itàlia, 17 de desembre de 1980) fou una soprano catalana.

## Biografia
Margarida Elias va néixer a Sant Julià de Cerdanyola, però la seva família va anar a viure a Manresa, Bages, quan ella tenia tres anys. Va començar els estudis musicals al Conservatori Superior de Música del Liceu l'any 1940. El 25 de juliol de 1942 va oferir un recital al Casino de Manresa. Va continuar els seus estudis a Manresa amb la professora Rosa Guitart, i més tard amb Maria Cinta González. De nou al Liceu, va estudiar amb Napoleone Annovazzi, director musical del Gran Teatre del Liceu entre els anys 1942 i 1953.
Margarida Elias va debutar a Sevilla el 10 d'abril de 1944, interpretant en el Teatre Lope de Vega el paper de Siébel de l'òpera Faust de Charles Gounod. Després d'aquest debut va cantar el mateix paper a teatres de Portugal, a Lisboa i Porto. El mateix any va cantar, el 10 d'octubre, al Teatre Kursaal de Manresa l'òpera Il Trovatore, de Verdi, de la mà del seu mestre Napoleone Annovazzi, en una gala en el seu honor.
L'any 1947 va marxar a ampliar estudis a Itàlia, amb una beca de l'ajuntament de Manresa. A Milà va conèixer al tenor italià Ivo Mantovani i es van casar el 7 d'octubre de 1950. Uns mesos abans, el 30 de juny del mateix any, Margarita va ser guardonada a Milà amb el primer premi per a sopranos de l'entitat professional Aslico, d'entre tres mil concursants d'arreu del món. El seu debut a Itàlia es va produir en desembre de 1948 al Teatre Verdi de Pàdua, amb l'òpera Mefistofele d'Arrigo Boito. Després d'actuar en diversos teatres arreu d'Itàlia, va debutar a La Scala de Milà el 17 de març de 1960, en l'òpera Turandot de Puccini juntament amb el tenor Franco Corelli. En aquest teatre va actuar entre 1960 i 1976. Al Liceu de Barcelona va debutar el 4 de desembre de 1961 cantant el paper de Santuzza de Cavalleria rusticana de Pietro Mascagni.
En 1972 va cantar a l'Arena de Verona, juntament amb Luciano Pavarotti, en una producció de Un ballo in maschera.
Es va retirar en 1978, quan la malaltia li va impedir continuar. Va morir a Milà el 17 de desembre de 1980. El 27 de desembre de 1984 es va fer un concert al Teatre Conservatori de Manresa, amb la participació, entre d'altres, de Montserrat Caballé i Josep Carreras.
Fou tia de dos famosos pilots manresans de motociclisme: els germans Toni i Jordi Elias i Deix.